# Stretton (Rutland)
Stretton is een civil parish in het bestuurlijke gebied Rutland, in het Engelse graafschap Rutland met 1260 inwoners.

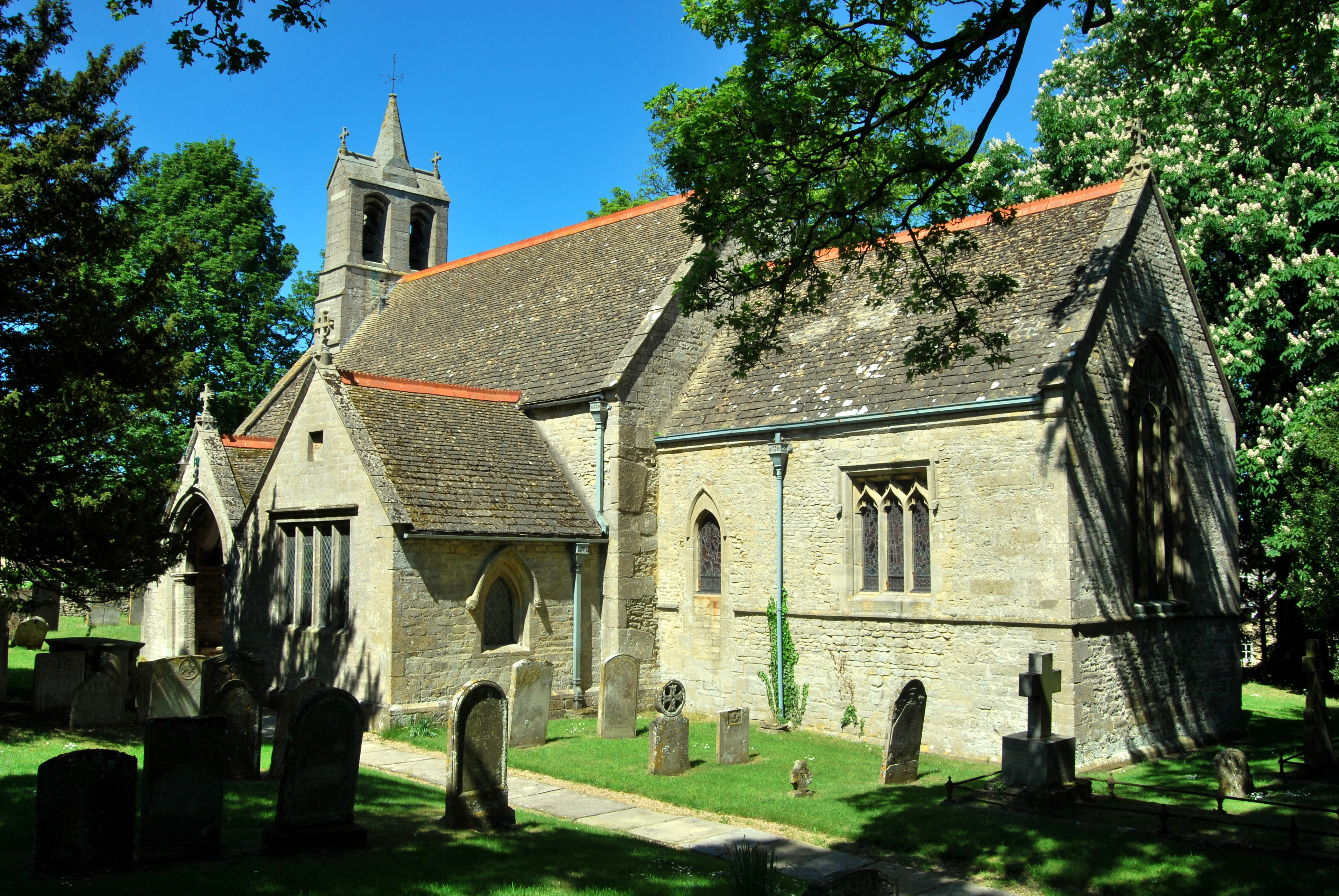
Kerk van Stretton